# Украсна тесноглава дървесница
Украсна тесноглава дървесница (Microhyla ornata) е вид земноводно от семейство Microhylidae.

## Разпространение
Видът е разпространен в Бангладеш, Бутан, Индия, Непал, Пакистан и Шри Ланка.